# Ermal Meta
Ermal Meta (pronunție în albaneză [ɛɾmal mɛta]; născut la 20 aprilie 1981) este un cântăreț, textier și compozitor italian de origine albaneză. 
Meta a devenit cunoscut ca solistul trupelor Ameba 4 și La Fame di Camilla. După ce a devenit textier pentru mai mulți artiști italieni, și-a lansat cariera solo cu două albume de studio: Umano (2016) și Vietato morire (2017). Acesta din urmă a ajuns pe primul loc în Italia și a fost precedat de single-ul cu același titlu, care s-a clasat pe locul al treilea în competiția principală a Festivalului de la Sanremo 2017, primind și Premiul Criticilor „Mia Martini”.
În 2018, Meta a câștigat Festivalul de la Sanremo și a continuat să reprezinte Italia la Concursul Muzical Eurovision 2018  la Lisabona, Portugalia.  

## Biografie

### Viață
Născut în Fier, Albania, Meta s-a mutat la Bari, sudul Italiei, la vârsta de 13 ani, împreună cu familia sa.   Meta a debutat ca și chitarist al trupei italiene Ameba4. Aceasta a concurat în secțiunea Nou-Veniți a Festivalului de la Sanremo 2006 cu piesa „Rido... forse mi sbaglio”, inclusă pe albumul auto-intitulat al acestora, care a fost lansat în februarie 2006. 

### Carieră

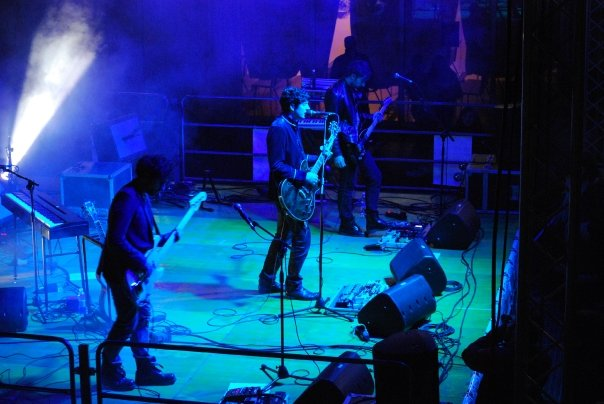
Ermal Meta evoluând pe scenă în 2010, ca membru al trupei La Fame di Camilla

În 2007, Meta a devenit imaginea, solistul și textierul principal al trupei La Fame di Camilla.  Albumul lor de debut, intitulat simplu La Fame di Camilla, a fost lansat de Universal Music în 2009.  Ulterior, trupa a lansat albumele Buio e luce, inclusiv piesa care dă titlul albumului. Au concurat cu ea la secțiunea Nou-Veniți a Festivalului de la Sanremo 2010. În 2012 au lansat albumul L'attesa.  Trupa s-a despărțit în 2013. 
După ce a scris cântece pentru câțiva artiști italieni, printre care Marco Mengoni, Emma, Chiara, Annalisa, Patty Pravo și Lorenzo Fragola, Meta și-a început cariera solo.   În iulie 2013, a apărut ca și colaborator pe single-ul lui Patty Pravo „Non mi interesa”.  În 2014, a contribuit la coloana sonoră a serialului de televiziune italian Braccialetti rossi, interpretând piesa „Tutto si muove”.   În 2016, a concurat la a 66-a ediție a Festivalului de la Sanremo, interpretând piesa „Odio le favole”, care s-a clasat pe locul al treilea la secțiunea Nou-Veniți.  „Odio le favole” a fost inclusă pe albumul său de debut solo, Umano.  A revenit în concurs în 2017, concurând în premieră la secțiunea Mari Artiști, cu piesa „Vietato morire”.  În cea de-a treia seară a concursului, a interpretat un cover după „Amara terra mia” de Domenico Modugno, primind premiul pentru cea mai bună interpretare a unui cover.  Meta s-a clasat pe locul al treilea la general în competiție și a primit Premiul Criticilor „Mia Martini”.   Al doilea album de studio al său, Vietato morire, a fost lansat pe 10 februarie 2017.  Acesta include și un duet cu cantautoarea italiană Elisa. 
În martie 2017, Meta a fost ales ca jurat în cel de-al 16-lea sezon a emisiunii de talente italiene Amici di Maria De Filippi. 
Pe 11 februarie 2018, Meta, alături de Fabrizio Moro, a câștigat secțiunea „Mari Artiști” a Festivalului de la Sanremo 2018 cu piesa Non mi avete fatto niente și, ca atare, a reprezentat Italia la Concursul Muzical Eurovision 2018 de la Lisabona, Portugalia. 
În 2021, a concurat în secțiunea Mari Artiști a Festivalului de la Sanremo 2021 cu piesa „Un milione di cose da dirti.” S-a clasat pe locul al treilea în competiție.

## Discografie
- Umano (2016)
- Vietato morire (2017)
- Non abbiamo armi (2018)
- Tribù urbana (2021)